# Heinrich Perisutti (Jurist)
Heinrich Georg Perisutti (seit 1862: von) (* 17. September 1797 in Klagenfurt; † 12. Juni 1874 in Baden bei Wien) war ein österreichischer Jurist und Politiker.

## Leben
Der Sohn des Kaufmanns Georg Max Perisutti studierte von 1816 bis 1820 Rechtswissenschaft an der Universität Wien. Anschließend war er Konzeptspraktikant beim Fiskalamt in Klagenfurt sowie Landesgerichtspraktikant ebenda. 1822–1823 war er Richter in Straßburg-Stadt und 1823–1824 Bezirkskommissär ebenda. Von 1824 bis 1835 war er Magistratssyndikus in Neumarkt und anschließend bis 1839 Bürgermeister in Fürstenfeld. Von 1839 bis 1849 war er als Magistratsrat in Graz tätig und von 1849 bis 1854 als Landesgerichtspräsident am Landesgericht Leoben. Von 1854 bis 1862 arbeitete er als Vizepräsident des Oberlandesgerichts in Ödenburg.
Vom 1. September 1848 (als Nachfolger von Franz Eymuth) bis 8. November 1848 war er für den Wahlkreis Steiermark in Judenburg Mitglied der Frankfurter Nationalversammlung in der Fraktion Casino.